# Peugeot ST/SC
Les Peugeot SC et ST/Rapido sont des scooters français produit en Europe dans les années 1980. Le SC fut décliné en deux motorisations, le 50 cm3 et le 80 cm3. Les ST et rapido, modèles plus légers, existeront uniquement en 50 cm3. Leur production s'arrêta au début des années 1990. Le SC 80 a largement contribué au développement du marché des scooters.

## Histoire
Au début des années 1980, Peugeot, dernier grand constructeur français de deux roues, parvient à obtenir du gouvernement français une nouvelle réforme des permis de conduire. Les 80 cm3 à transmission automatique seront désormais accessibles aux détenteurs du permis auto, ce qui ouvre de jolies perspectives à un véhicule urbain de cette cylindrée, un scooter par exemple. Le nom commercial pour la version 80 cm3 deviendra SX ( à ne pas confondre toutefois avec la moto Peugeot SX (50 et 80 cm3) commercialisée quelques années plus tôt) à partir de 1988 jusqu'à son arrêt de production en 1992. Il a aussi été décliné en version utilitaire (sx pro), avec selle monoplace et gros porte-bagages, très prisé des coursiers de l'époque.
Le SC/SX sera remplacé en 1992 par le Peugeot SV, décliné en 50, 80 et 125 cm3, tandis que les Peugeot ST et rapido seront remplacés par les Peugeot Zénith, Buxy et speedake 50 cm3 la même année.

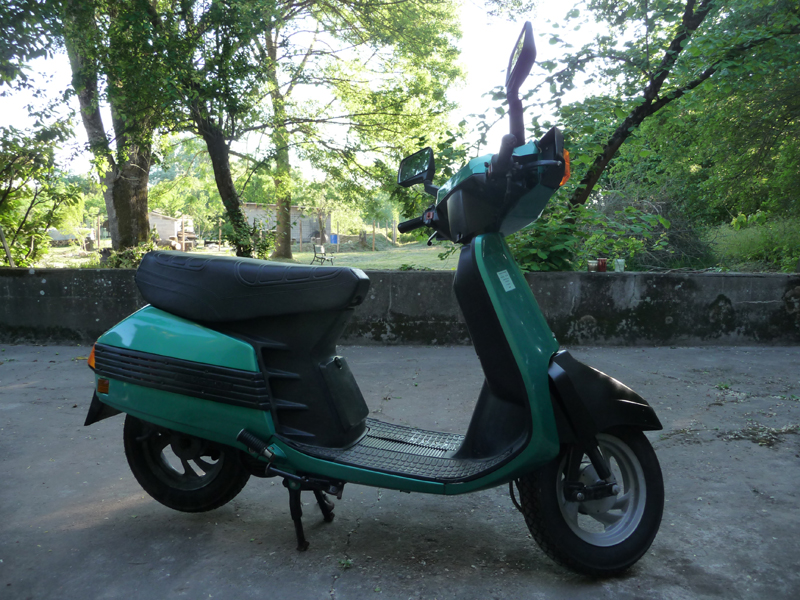

## Fournitures croisées
Peugeot ne dispose pas d'une mécanique adaptée à cette réglementation et s'adresse à Honda pour la lui fournir. Il ne s'agit en fait que de prolonger les accords existant entre les deux sociétés : Honda construit déjà de nombreux moteurs pour les cyclomoteurs produits par Peugeot en Belgique. Le constructeur japonais va fournir moteur et transmission, empruntés à son scooter Lead, que Peugeot installera dans une partie cycle et sous un habillage de son cru. Divers composants, électriques entre autres, seront aussi importés du Japon. 
Les poids relativement faibles de ces engins (de 55 à 78 kg), couplé à une transmission par double variateur leur confèrent une bonne capacité d’accélération adaptée à un usage urbain. Les Sx 80, Sc 50, ST et Rapido sont bien adaptés aux desiderata des marchés français et européen et sont un immense succès commercial.

## Un nouvel élan pour Peugeot
Le SC 80 est de très loin le scooter le plus vendu en France (plus de 8 500 unités par an) et s'exporte aussi en grandes quantités, en particulier en Espagne où il ne souffre pas des quotas imposés aux Japonais. Peugeot, qui souffrait jusqu'alors de la grosse baisse de marché du cyclomoteur, abordera les années 1990 en chef de file avec une gamme élargie de scooters de 50 à 125 cm3, toujours sur base Honda, mais s'affranchissant peu à peu de l'emprise japonaise dans le domaine des composants et équipements.
Le SC 50 a aussi connu un certain succès auprès des jeunes. On en verra donc, dès le milieu des années 1980, beaucoup devant les collèges et lycées et concurrencer les Yamaha Chappy ou encore les cyclomoteurs Peugeot 103 et Motobecane/ MBK 51. Relativement cher, le SC 50 est concurrencé directement par les ST et Rapido, moins luxueux mais aussi moins chers. Les ST et Rapido seront ainsi souvent préférés au cyclomoteur car plus confortables et plus pratiques (graissage séparé, capacité d’accélération élevée...) et au Chappy car moins cher que ce dernier. Ainsi, ST et SC ont permis aux jeunes générations de l'époque d'entrer dans la gamme du scooter.
En 1992, soit après pratiquement 10 ans d'existence, Peugeot arrête la production de la gamme SC (et ST) pour lancer une nouvelle gamme de scooters, notamment les Peugeot SV, Zénith et Buxy, plus tendance au regard du célèbre MBK Booster - Yamaha BW's venant tout juste de débarquer sur le marché français. 

## Caractéristiques

### ST/rapido 50
Monocylindre 2 temps refroidi par air forcée - 49,4 cm3 (41 x 37,4 mm) - 3,6 ch à 6 000 tr/min - Allumage électronique - Transmission automatique à variateurs et finale par engrenages - Cadre monotube - Suspensions av. et ar. oscillantes - Freins av. et ar. à tambour - Pneus 3.00 × 10" - 55 à 59 kg à vide - carburateur Keihin 12 à starter automatique - 45 km/h de vitesse de pointe.
Les équipements des ST et rapido restent minimalistes mais reçoivent tout de même, compteur, jauge de carburant, témoin de direction et témoin d'huile, démarreur électrique et boite à gant sur les derniers modèles. Le rapido diffère du ST par sa fourche avant "à bras tiré" son bas de caisse profilé et sa décoration.

### SC 50
Monocylindre 2 temps refroidi par air forcée 49,4 cm3 (40 x 39,5 mm) - 4,2 ch à 6 500 tr/min - Allumage électronique  - Transmission automatique à variateurs et finale par engrenages - Cadre monotube - Suspensions av. et ar. oscillantes - Freins av. et ar. à tambour - Pneus 3.00 × 10" - carburateur Keihin à starter automatique -73 kg à vide - 45 km/h de vitesse de pointe.
Les carénages sont identiques au SC 80. Il bénéficie d'un équipement plus complet : témoin de réserve, robinet d'essence automatique, témoin de feu de route. benali

### SC 80
Monocylindre 2 temps refroidi par air forcée - 79,6 cm3 (48 × 44 mm) - 6,5 ch à 6 500 tr/min - Allumage électronique - Transmission automatique à variateurs et finale par engrenages - Cadre monotube - Suspensions av. et ar. oscillantes - Freins av. et ar. à tambour - Pneus 3.50 × 10" - carburateur Keihin à starter automatique - 78 kg à vide - 75 km/h de vitesse de pointe.
Il bénéficie d'un équipement complet, avec phare avant deux positions (croisement/route).
Pouvait être conduit à l'époque avec un simple permis B, ou avec permis AL dès 16 ans.